# Уърт (окръг, Джорджия)
Окръг Уърт (на английски: Worth County) е окръг в щата Джорджия, Съединени американски щати. Площта му е 1489 km², а населението - 21 996 души. Административен център е град Силвестър.